# Саваджян, Ованес
Ованес Саваджян (армянский: Հայերան Սայան) — армянский телеграфист, известный своим героическим поступком во время Русско-турецкой войны 1877—1878 годов, спасшим болгарский город Пазарджик от уничтожения.

## Биография
Ованес Саваджян родился в 1844 году в многонациональном Адрианополе (ныне Эдирне, Турция), где в то время проживало множество греков, болгар, армян и турок. С детства он свободно говорил по-болгарски, живя в тесном общении с местным болгарским населением. Его способности были замечены американскими миссионерами, которые направили его на обучение в свою школу в Константинополе. Там он выучил семь языков.
По завершении обучения Саваджян переехал в Болгарию, где работал телеграфистом на железной дороге.
Во время Русско-турецкой войны штаб турецкого военачальника Сулеймана-паши размещался в Пазарджике. Когда город оказался под угрозой наступления русской армии, Сулейман-паша запросил у Стамбула разрешение на его уничтожение и массовую расправу над жителями. Ответ с утверждением плана прибыл позже, когда Сулейман уже отступил в Пловдив, оставив в Пазарджике отряд под командованием Фуад-паши.
Именно Ованес Саваджян, дежуривший на телеграфной станции, принял эту телеграмму. Рискуя жизнью, он изменил её содержание, добавив частицы отрицания к приказам о сожжении города и уничтожении населения. Благодаря его вмешательству, катастрофа была предотвращена, а Пазарджик остался невредим.
Подвиг Саваджяна был высоко оценён русским командованием. Генерал Иосиф Гурко лично наградил его орденами Святого Александра Невского I, II и III степени.
После войны Саваджян продолжал работать телеграфистом и отказался от участия в политической жизни, несмотря на популярность среди горожан. Он посвятил остаток жизни работе на железной дороге и скончался в 1906 году.

## Память

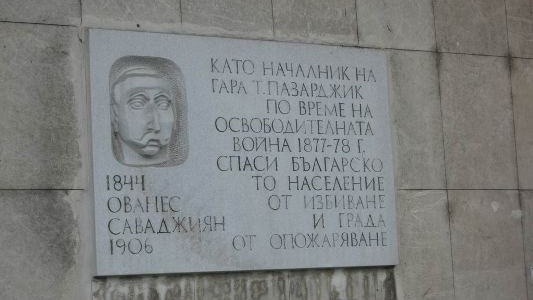

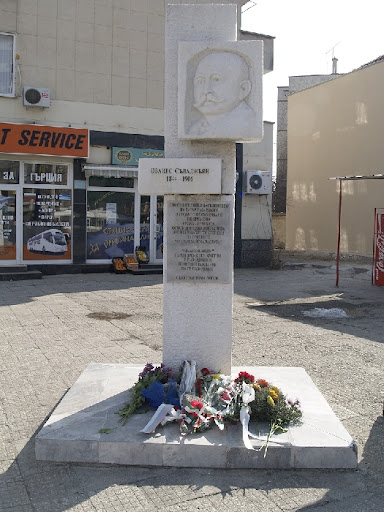

- Памятник

- Мемориальная доска